# Kapho
Kapho (em tailandês: กะพ้อ) é um distrito da província de Pattani, no sul da Tailândia. É um dos 12 distritos que compõem a província. Sua população, de acordo com dados de 2012, era de 17 162 habitantes, e sua área territorial é de 93,814 km².